# Stefanos Kasselakis

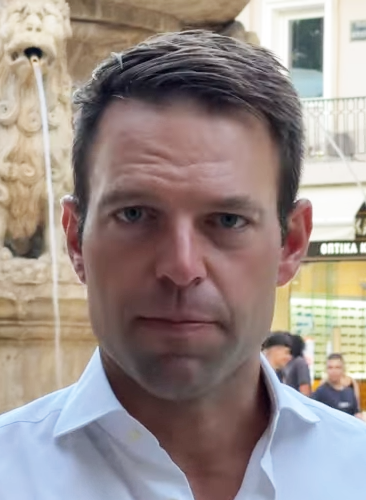
Stefanos Kasselakis (2023)

Stefanos Kasselakis (griechisch Στέφανος Κασσελάκης, * 29. März 1988 in Marousi) ist ein griechischer Geschäftsmann und Politiker. Vom 24. September 2023 bis 8. September 2024 war er Vorsitzender der Partei Syriza. Im November 2024 trat er aus seiner Partei aus. 

## Biographie
Er wurde im März 1988 in Maroussi in eine Familie geboren, die im Bereich der Schifffahrt tätig ist, und wuchs in Ekali auf. Stefanos Kasselakis besuchte das Athens College. Im Alter von 14 Jahren und nachdem er die Silbermedaille beim „Archimedes“-Wettbewerb der Hellenic Mathematical Society gewonnen und Griechenland bei der Youth Balkan Mathematical Conference vertreten hatte, gelang es ihm, ein Stipendium der Phillips Academy High School in Andover, Massachusetts, USA zu gewinnen, wo er sich mit seiner Mutter niederließ, die zunächst als Zahnärztin und seit 2006 als Lehrkraft an der University of Pennsylvania arbeitete. Er studierte an selbiger Universität und schloss sein Studium als Bachelor of Sciences im Finanzwesen und Bachelor of Arts in Internationalen Beziehungen ab.
Während seines Studiums arbeitete er kurzzeitig als Freiwilliger für die Präsidentschaftskampagne des damaligen Senators Joe Biden im Jahr 2008, sowie bei der Denkfabrik Center for Strategic and International Studies in Washington, D.C. 2009 wechselte er zur Investmentbank Goldman Sachs. Später wurde er, mit Unterstützung des Reeders Markos Nomikos, in der Schifffahrt und Logistik tätig; konkret gründete er die Unternehmen Swift Bulk und SwiftTankers. Hiervon trat er in März/April 2023 aus.
Er schrieb Artikel für die New Yorker griechische Zeitung National Herald und betrieb während der griechischen Staatsschuldenkrise die gemeinnützige Online-Plattform CVfromGreece zur Beratung junger Menschen auf der Suche nach neuen Perspektiven.
Er wurde amerikanischer Staatsbürger, Reeder und Gründer des Unternehmens Swift Bulk, aus dem er im Frühjahr 2023 austrat.
Er spricht neben Griechisch auch Englisch, Französisch, Deutsch und Spanisch.

## Politischer Werdegang
Kasselakis kandidierte in den Parlamentswahl im Mai 2023 und der Parlamentswahl im Juni 2023 als Vertreter der griechischen Diaspora auf den neunten Listenplatz der Syriza Partei, wobei er den Einzug ins Parlament nicht erreichte.
Am 29. August 2023 kündigte Kasselakis überraschend seine Kandidatur für den Parteivorsitz von Syriza an. In der ersten Runde der parteiinternen Wahlen am 17. September belegte er mit 44,91 % der Stimmen den ersten Platz unter fünf Kandidaten. Bei den Wahlen wurden auch an diesem Tag neu eingetragene Mitglieder ab dem Alter von 15 Jahren gegen einen Mitgliedsbeitrag von 2 Euro zugelassen. In der zweiten Runde kandidierte er in der Stichwahl gegen Efi Achtsioglou (die im ersten Wahlgang 36,18 % der Stimmen erhalten hatte). Am 24. September gewann Stefanos Kasselakis auch die zweite Runde der parteiinternen Wahlen und wurde so zum neuen Präsidenten von Syriza. Da er zuvor in den Parlamentswahl im Mai 2023 und der Parlamentswahl im Juni 2023 nicht als Abgeordneter gewählt wurde, konnte er die Rolle des Oppositionsführers de jure im Parlament nicht übernehmen, da hierfür acht Abgeordnete auf ihren Listenplatz verzichten müssten.
Seine Amtszeit war jedoch von internen Spannungen und Abspaltungen geprägt, was dazu führte, dass ihm das Politbüro der Partei am 7. September 2024 das Vertrauen entzog. Rechtlich ungeklärt blieb die Frage, ob das Politbüro zu einer Amtsenthebung berechtigt war; auch wurde ihm vom Politbüro verwehrt, erneut für den Parteivorsitz zu kandidieren.
Am 9. November 2024, nach einem turbulenten Parteitag, trat Kasselakis freiwillig aus Syriza aus und kündigte die Gründung einer neuen politischen Bewegung an.

## Politische Ansichten
2015 kritisierte Kasselakis den damaligen Syriza-Chef und Ministerpräsidenten Alexis Tsipras. Kasselakis unterstützte die Parteipräsidentschaftskandidatur des ND-Politikers und späteren Ministerpräsidenten Kyriakos Mitsotakis.
Kasselakis befürwortete die Schaffung eines Äquivalents der Demokratischen Partei der Vereinigten Staaten in Griechenland. Er setzte sich für die Rechte von Minderheiten und die Modernisierung des griechischen Staatswesens ein. Er forderte wirtschaftliche Reformen sowie eine stärker europäisch orientierte Außenpolitik. Kritiker warfen ihm mangelnde politische Erfahrung und populistische Rhetorik vor.

## Privatleben
Kasselakis ist seit 2023 mit einem amerikanischen Krankenpfleger verheiratet.